# Здравствуйте, я ваша тётя!
«Здра́вствуйте, я ва́ша тётя!» — советский двухсерийный художественный телефильм режиссёра Виктора Титова, выпущенный в 1975 году творческим объединением «Экран». Снят по мотивам пьесы Брэндона Томаса «Тётка Чарлея» (перевод с английского Ильи Рубинштейна).
Премьера состоялась 26 декабря 1975 года.

## Сюжет
Действие перенесено из конца XIX в начало XX века.
Безработный Бабс, спасаясь от полиции, попадает в богатый дом в женской одежде. Здесь его встречают два молодых джентльмена, Джеки и Чарли, правда, нужен им не Бабс, а тётушка Чарли — вдова-миллионерша из Бразилии донна Роза д’Альвадорец. Она должна была сегодня приехать, но по какой-то причине задержалась, а нужна она здесь прямо сейчас. Поэтому Джеки и Чарли убеждают Бабса притвориться ею на один день. Им необходима эта ложь, чтобы «донна Роза», располагая своим авторитетом и состоянием, помогла им жениться на двух девушках-сиротах. Дело в том, что их опекун не хочет расставаться с их наследством, которое по завещанию отца должно отойти к ним как приданое в случае свадьбы. А Бабс должен очаровать опекуна и хорошенько на него повлиять.
Но всё идёт не так гладко, как заговорщики планировали изначально. «Богатая тётушка» привлекает к себе внимание не только вышеупомянутого опекуна, судьи Кригса, но и полковника Чеснея, отца Джеки. Оба они страстно желают поправить своё материальное положение, и Бабс не знает, как ему выходить из этой ситуации. К тому же, об обмане знает и лакей, любитель выпить и побездельничать, а за Бабсом по пятам идёт полиция. Сам Бабс постепенно входит во вкус и начинает проводить с девушками гораздо больше времени, чем того бы хотели Джеки и Чарли. Это вкупе с остальными обстоятельствами создаёт небывалое количество забавных нелепиц. И всё бы ничего, но тут приезжает настоящая донна Роза в сопровождении девушки, в которую безнадёжно влюблён Бабс.
Донна Роза рассказывает девушке, что когда-то взаимно симпатизировала тогда ещё молодому полковнику Чеснею, и, к её сожалению, судьба их разлучила. Услышав, что её место занял самозванец, донна Роза представляется другим именем и начинает аккуратно давить на Бабса, чтобы тот выдал себя в какой-нибудь мелочи. Он же продолжает развязно играть свою роль, но, заметив свою возлюбленную, отказывается изображать бразильскую тётушку дальше. Джеки и Чарли уговаривают его дотерпеть до конца, и Бабс вытягивает у судьи разрешение на брак его воспитанниц, а в ответ обещает от имени тётушки, что якобы выйдет за него замуж. Когда судья публично объявляет о своей помолвке, Бабс выходит ко всем в своем мужском костюме, и незадачливого жениха поднимают на смех. Донна Роза открывает своё настоящее имя, и полковник Чесней, вспомнив, как любил её когда-то, делает ей предложение снова, теперь уже не только из-за её богатства. Джеки и Чарли радостно воссоединяются с невестами. Бабс, забытый всеми, возвращается к жизни бродяги.

## В ролях
| Актёр             | Роль |
| ----------------- | --- |
| Александр Калягин | Бабс Баберлей                                                                                              |
| Олег Шкловский    | Джеки Чесней                                                                                               |
| Михаил Козаков    | полковник Френсис Чесней, отец Джеки                                                                       |
| Михаил Любезнов   | Чарли Уэйкем, друг Джеки                                                                                   |
| Татьяна Васильева | Энни, невеста Чарли                                                                                        |
| Галина Орлова     | Бетти, невеста Джеки (озвучивает Наталья Гурзо)                                                            |
| Валентин Гафт     | Брассет, лакей Джеки Чеснея                                                                                |
| Армен Джигарханян | судья Кригс, опекун Энни и Бетти                                                                           |
| Тамара Носова     | донна Роза д’Альвадорец, тётя Чарли, вдова дона Педро, бразильская миллионерша (озвучивает Виктория Чаева) |
| Татьяна Веденеева | Элла Делей, воспитанница донны Розы                                                                        |

## Съёмочная группа
- Автор сценария и Режиссёр-постановщик: Виктор Титов
- Оператор-постановщик: Георгий Рерберг
- Художник-постановщик: Виктор Петров
- Композитор: Владислав Казенин

## О фильме
В 1975 году в отечественном кино прошла «бархатная революция». Впервые в целомудренном, почти пуританском советском кинематографе актёр-мужчина играл женщину, да ещё и главную роль. Актёр Александр Калягин обаял, удивил, покорил и рассмешил огромную страну, прикинувшись донной Розой д’Альвадорец в комедии «Здравствуйте, я ваша тётя!»— Документальный фильм «Здравствуйте, я Ваша тётя. Случайный шедевр» (режиссёр Алла Герц, 2007)

«Здрасьте, я ваша тётя» — начиная с 1975 года это не только пословица, но и название фильма — «Здравствуйте, я ваша тётя!» — любимой эксцентрической комедии десятилетия.
Телепостановка пьесы англичанина Брэндона Томаса снята скромно, почти полностью в одном павильоне. В этой комедии с переодеванием главное — не место действия и даже не сюжет, а лица.
Александр Калягин самозабвенно играет мужчину, играющего женщину — тётушку Чарли. Армен Джигарханян и Михаил Козаков — в ролях неудачливых поклонников.

Начиная с этого фильма, наша любимая южноамериканская страна — Бразилия, где так много «донов Педро» и «диких обезьян».— Леонид Парфёнов в программе «Намедни 1961—2003: Наша эра» (Год 1975-й)

Моя тётка Чарлея родилась из воспоминаний о воспитавших меня женщинах — матери, тётках. В неё вошли черты девочек и женщин, в которых я был влюблён, которых просто мельком видел на улице или в транспорте. С режиссёром Виктором Титовым мы ни разу не обсуждали: какой тип женщины надо сыграть? Боже упаси. Никогда не было в мыслях. Память выдавала «на-гора» то позу, то жест, то манеру держать веер, стрелять глазками, кокетничать, приподнимать ножку, хлопать ресничками… мы только отбрасывали, что не нужно.— Александр Калягин из книги «Александр Калягин»

Если говорить чеховским языком, то, когда скажут: «Калягин умер!», сразу пойдёт: а, это та самая тётушка Чарлея! И не вспомнят ни Эзопа, ни Платонова, ни Чичикова, ни Ленина.— Александр Калягин в интервью газете «Новые Известия»

## История создания
Существует информация, что на званом ужине кандидата в члены Политбюро ЦК КПСС Петра Ниловича Демичева зашла речь о трофейном фильме «Тётка Чарлея», и жена одного МИДовского сотрудника посетовала, что молодёжь не знакома с таким весёлым сюжетом.
Некоторое время спустя предложение снять комедию поступило режиссёру Виктору Титову, находящемуся без работы после фильма «Каждый день доктора Калинниковой» и отложенной заявки на фильм по роману Максима Горького «Жизнь Клима Самгина».
У картины было несколько рабочих названий, одно из которых — «Кто есть кто», при этом однозначного решения не было. О мучительном выборе названия в разговоре с поэтом Наумом Олевым поделился Михаил Козаков. По уверению Козакова, Олев тут же выдал вариант «Здравствуйте, я ваша тётя!», который тот передал Титову. Название понравилось и тут же было принято. После решения вопроса о названии перед режиссёром стал вопрос стилистики фильма. Он остановил свой выбор на немом кино, которое позволит актёрам импровизировать, таким образом избегать возможных штампов постановки. Актёрский ансамбль фильма — люди с большим чувством юмора — уловили пародийно-гротесковую манеру игры и буквально купались в происходящем. Под выбранную стилистику органично ложились и несколько нарочито выглядящие элементы костюмов и грима — такие, как кисточкой нарисованные ресницы у Носовой, чрезмерно крупные нарисованные веснушки Васильевой, приклеенные вверх ногами усы Джигарханяна, или платье Калягина, обшитое бахромой от обычных занавесок.
Бюджет телевизионного фильма был ограничен, поэтому костюмы были в одном экземпляре, съёмка велась двумя камерами, плёнки не хватало, а многие сцены фильма снимались ночью из-за звёздного состава актёров, занятых в репертуаре театров, в которых работали, и собрать их одновременно днём было практически невозможно. Съёмки фильма проходили в одном тесном павильоне, а ощущение пространства создавалось за счёт мастерства и изобретательности оператора-постановщика Георгия Рерберга.
Натурные съёмки проводились в усадьбе «Кусково» на востоке Москвы, в частности, возле Голландского домика у пруда, который в фильме представлен как особняк полковника Чеснея
На роль самозваной миллионерши донны Розы д’Альвадорец пробовались Евгений Леонов, Олег Табаков и Владимир Этуш. Тем не менее режиссёр предпочёл мэтрам малоизвестного на тот момент Александра Калягина. На роль полковника Френсиса Чеснея, сыгранного Михаилом Козаковым, претендовал Зиновий Гердт. Помехой стали гастроли в Испании и Португалии театра кукол им. С. Образцова, в котором он работал.
По замыслу режиссёра, Носова должна была сниматься с настоящей обезьянкой. В Останкино был доставлен шимпанзе по кличке Яша, который напал на второго режиссёра Юрия Прохорова и прокусил ему руку. Прохоров был госпитализирован, ему сделали три операции по спасению руки от заражения. Вместо Яши была взята крохотная ручная обезьянка из уголка Дурова. Носова с ней сниматься отказалась, а вместо неё с обезьянкой снялась Веденеева. Животное очень нервничало, и каждый раз, когда в кадре заводили мотор автомобиля, обезьянка мочилась на платье Веденеевой.
Знаменитая фраза «Я тётушка Чарли из Бразилии, где в лесах очень много-много диких обезьян» — изменённая Виктором Титовым реплика из русского перевода пьесы: «…из Бразилии, где водятся обезьяны». В оригинале классическая фраза тётки о Бразилии звучала как «… страна, откуда привозят орехи» (where nuts come from) и означала совершенно конкретный вид «бразильского ореха», а также была каламбуром, — с английского языка это можно перевести и как «страна, откуда являются придурки».

### Роберт Бёрнс
- Исполняемая в фильме Александром Калягиным песня «Любовь и бедность» — стихотворение Роберта Бёрнса «Poortith Cauld and Restless Love» в переводе Самуила Маршака[7] на музыку Владислава Казенина
- В сцене, где Бабс Баберлей впервые встречает в кинотеатре, а потом и вручает цветы Элле Делей, звучит инструментальная версия песни «Auld Lang Syne», автором слов которой также является Роберт Бёрнс[8].

### Музыкальные темы
- Полковник Френсис Чесней — «Марш полковника Боги».
- Погоня — регтайм Винифред Этвелл[англ.] «Black and White Rag» в аранжировке Чарли Чаплина.
- Отрывок из фильма «Вечер в мюзик-холле» с Чарли Чаплином — регтайм Этвелл «12th Street Rag».
- Одна из сцен пролога (поедание сосисок) — регтайм Этвелл «Syncopated Sadie».
- Брассет делает зарядку с вином и сигарой — регтайм Этвелл «The Poor People of Paris», на граммофоне играет мелодия песни «La Goualante du Pauvre Jean», что является некоторым анахронизмом относительно событий в фильме — песня была написана Маргерит Монно[англ.] и Руза в 1954 году.
- Появление Эллы Делей — тема из кинофильма «Мост Ватерлоо».
- В фильме также широко использованы инструментальные пьесы в исполнении оркестра под управлением Гюнтера Оппенгеймера (ГДР) с альбома «Der lustige Klimperkasten» 1971 года.[источник не указан 3070 дней]

### Использованные кинокадры
- В начале фильма в своеобразной заставке представлена «историческая хроника», перемежающаяся заставками с Александром Калягиным. Данная хроника во многих фрагментах повторяет историческую хронику из документального фильма Михаила Ромма «Обыкновенный фашизм» (конкретно: показ мод Марлен Дитрих, конкурс на пропорции Венеры, женский бокс, эквилибристка на тросе и начальные кадры костюмированного парада).[источник не указан 3070 дней]
- В сцене в кинотеатре в начале фильма используются отрывки следующих фильмов:
  - «Шерлок-младший» с Бастером Китоном
  - «Безопасность прениже всего!» с Гарольдом Ллойдом
  - «Вечер в мюзик-холле» с Чарли Чаплином

### Влияние фильма
- В 2011 году украинский режиссёр Александр Карпенчук снял своеобразный ремейк картины — фильм «Восьмая Марта»[источник не указан 1574 дня].
- В 2021 году композитор Владимир Баскин и драматург Евгений Муравьёв написали мюзикл «Здравствуйте, я ваша тётя!». Премьера состоялась в Рязанском музыкальном театре 25 марта 2021 года[9].